# Vicenç Pina
Vicenç Pina (Sogorb, Castelló de la Plana, finals segle xviii – 12 de novembre de 1849) fou un organista i compositor castellonenc.
Tota la seva vida va transcórrer al servei de la catedral de la seva vila natal. Primer ingressà com a infant del cor en lloc de Morata, que assolia el magisteri de capella (27 de novembre de 1797), més tard el 1809 supleix la vacant de primer organista, plaça que se li atorga oficialment el 1812, desenvolupant-la fins a la seva mort el 1849.
A l'arxiu de la catedral de Sogorb s'hi conserven unes Vigílies de la Verge (Dixit Dominus, Laetatus sum, Lauda Jerusalem i Magnificat), però no es té cap noticia de composicions per a orgue.